# Páramogors
De páramogors (Idiopsar brachyurus) is een zangvogel uit de familie Thraupidae (tangaren).

## Verspreiding en leefgebied
Deze soort komt voor in de Andes van uiterst zuidelijk Peru tot noordelijk Bolivia en noordwestelijk Argentinië. Zie ook Páramo.

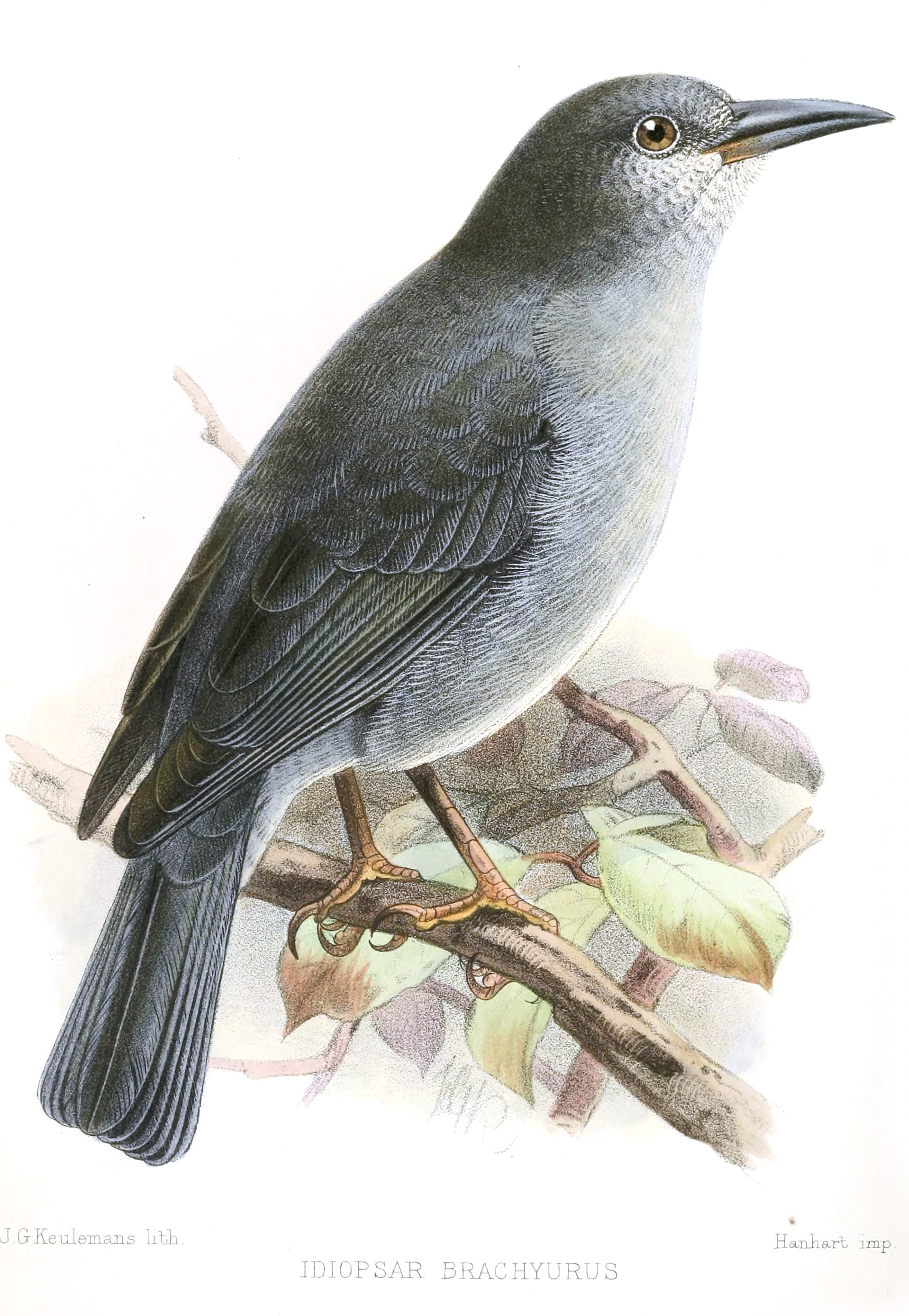